# Weikhard Colloredo-Mannsfeld
Weikhard Colloredo-Mannsfeld, také Vikard Colloredo-Mannsfeld, přezdívaný Katta (celým jménem německy Weikhard Karl Friedrich Hieronymus Maria Graf von Colloredo-Mannsfeld; 29. července 1914 Berlín – 17. června 1946 St. Lary, Francie) byl český šlechtic z rodu Colloredo-Mannsfeld, aktér a signatář Prohlášení české šlechty ze září 1938 a září 1939. V letech 1932–1942 spravoval a statek Dobříš se zámkem.

## Život

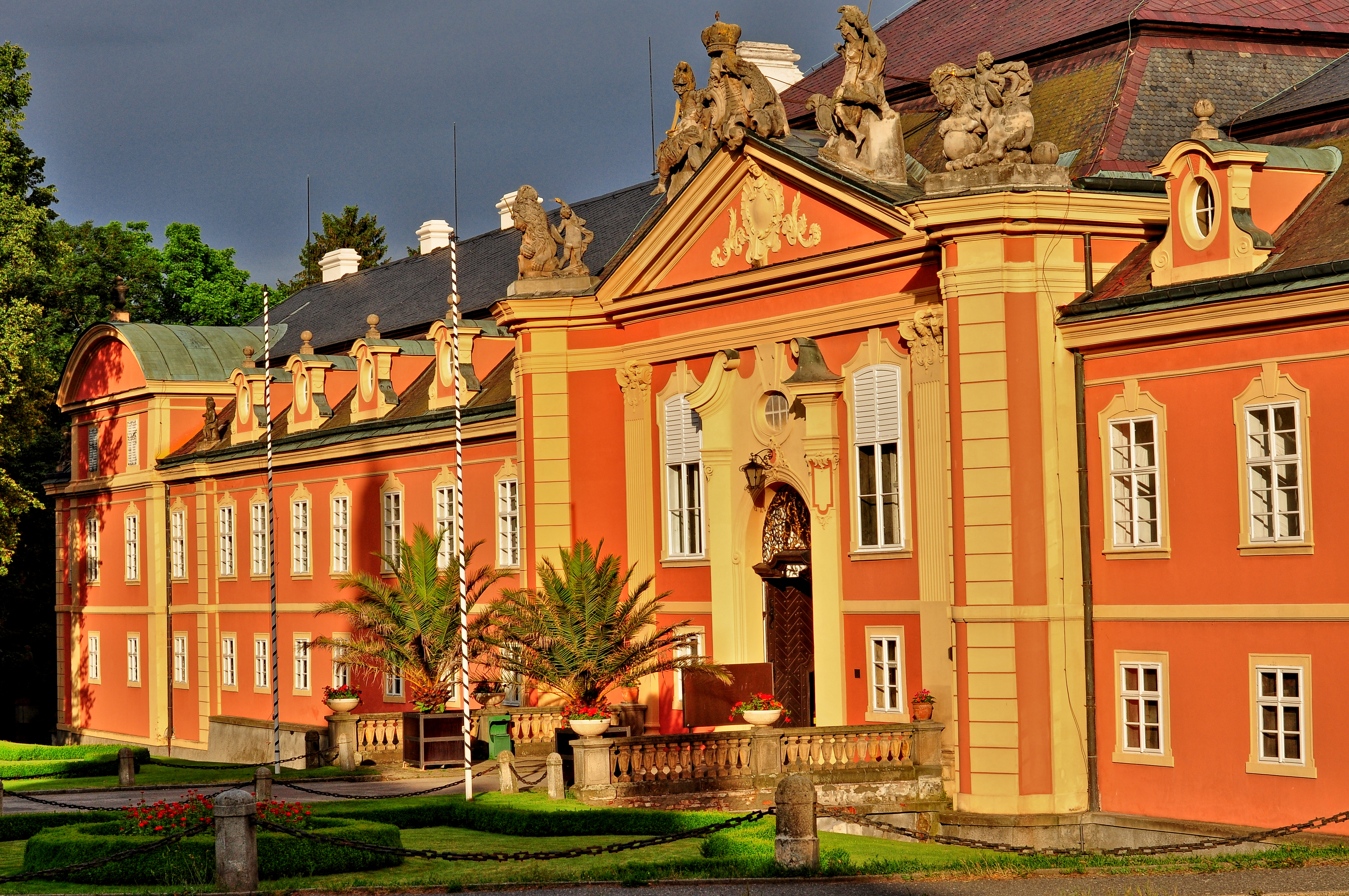
Zámek Dobříš

Narodil se jako třetí syn Hieronyma (Jeronýma) VIII. Colloredo-Mannsfelda (1870–1942) a jeho manželky Berty Kolowrat-Krakowské (1890–1982). Měl starší bratry Josefa (1910–1990), 7. knížete, Jeronýma (Hieronyma, 1912–1998), 8. knížete, a mladšího bratra Bedřicha (Friedricha, 1917–1991). Sourozenci vyrůstali bez matky, ta se totiž zamilovala do amerického černošského zpěváka Rolanda Hayese (1887–1977) a rodinu opustila.
V roce 1918 se rodiče usadili na zámku Zbiroh. Jak bylo ve vyšší společnosti běžné, měl Weikhard soukromé učitele. Základní školu a gymnázium vychodil tudíž pouze externě.
V roce 1929 ho spolu s bratry adoptoval bezdětný strýc Josef II. Colloredo-Mannsfeld (1866–1957), 6. kníže, a už v roce 1925 jim předal rodový majetek. Sourozenci byli tehdy ovšem ještě nezletilí. Weikhard získal statek Dobříš se zámkem. Spravoval ho v letech 1932–1942. Strýci žijícímu ve Francii museli sourozenci vyplácet vysokou rentu. Doživotním  ústředním ředitelem všech colloredovských majetků v Československu se stal otec.
V září 1938 i v září 1939 byl aktérem a signatářem Prohlášení české šlechty. V roce 1942 byli všichni členové rodu, včetně těch žijících v zahraničí, prohlášeni za nepřátele říše a veškerý jejich majetek v Čechách a Rakousku byl zabaven Německou říší. Nejednalo se tedy pouze o vnucenou správu.
Dobříš se stala sídlem říšského protektora. Weikhard potom dělal adjunkta na jižní Moravě.
Přestože byl Weikhard ve spojení se sovětskými partyzány, dobříšský starosta mu odmítl vystavit potvrzení o národní spolehlivosti, proto mu majetek nebyl po válce vydán. Spor o navrácení majetku se vlekl, Weikhard onemocněl, v květnu 1946 odjel za matkou do Francie. Zemřel už další měsíc svobodný a bezdětný, pohřben byl ve Francii.